# Pavlovčani
Pavlovčani su naseljeno mjesto u Republici Hrvatskoj u Zagrebačkoj županiji.
Selo se dijeli na Donje Pavlovčane i Gornje Pavlovčane.
U Donjem selu nalazi se crkva Sv. Pavla i groblje, a u Gornjem selu sagrađen je društveni dom.

## Zemljopis
Pavlovčani se nalaze na obroncima Plešivičkog gorja pored Jastrebarskoga, grada smještenog na pola puta između Zagreba i Karlovca.
Administrativno su u sastavu Jastrebarskog. Naselje se proteže na površini od 2,61 km².

## Stanovništvo
Prema popisu stanovništva iz 2001. godine Pavlovčani broje 280 stanovnika koji žive u 80 kućanstava. Gustoća naseljenosti iznosi 107,28 st./km².
| broj stanovnika | 140   | 169   | 186   | 206   | 203   | 230   | 228   | 225   | 260   | 253   | 254   | 239   | 229   | 229   | 280   | 290   | 292   |
|                 | 1857. | 1869. | 1880. | 1890. | 1900. | 1910. | 1921. | 1931. | 1948. | 1953. | 1961. | 1971. | 1981. | 1991. | 2001. | 2011. | 2021. |

## Znamenitosti
- Crkva sv. Pavla, zaštićeno kulturno dobro